# Tyndrum
Tyndrum (ve skotské gaelštině Taigh an Droma) je vesnice ve Skotsku. Její název ve skotské gaelštině znamená doslova Dům na horském hřebenu. Nachází se v údolí Strathfillan. V jeho okolí se nachází několik hor, např. Ben Lui (1130 m), Ben Oss (1029 m), Beinn Dubhchraig (978 m) a Beinn a' Chleibh (916 m).
Tyndrum se nachází přesně v polovině turistické trasy West Highland Way (85 km oběma směry). Nachází se zde proto řada ubytovacích kapacit, včetně hotelu a několika tábořišť. Město vzniklo na místě bitvy, kde v roce 1306 porazil klan MacDougall Roberta I. Skotského. Objev zlata v 19. století způsobil ve městě zlatou horečku, která však měla velmi krátkého trvání, neboť příchod těžařů vedl k propadu cen zlata a tím pádem byla těžba neudržitelná. I přesto však zásoby zlata, které tvoří několik tun, lákaly pozornost pro další těžbu. V 80. letech 20. století měl být v blízkosti města otevřen důl na drahé kovy (zlato a stříbro). Vzhledem k změnám cen kovů však byl v minulosti projekt otevření dolu několikrát odložen.
Význam vesnice je dán především tím, že se zde kříží několik dopravních tras. Vede tudy železniční trať West Highland Line, která se cca 8 km jižně od města Crianlarich rozděluje na dvě větve: jedna pokračuje dále na sever do města Fort William a druhá na severozápad do obce Oban. Díky tomu má tak Tyndrum dvě nádraží. Obdobným způsobem jsou vedeny i hlavní silniční tahy, které směřují do stejných měst. Na jih má Tyndrum spojení s městy Crianlarich a Glasgow.